# Śpiewająca Matka
Śpiewająca Matka – pomnik Śpiewającej Matki narodowości setuskiej, znajdujący się w Obinitsa i poświęcony Hilanie Taarce, Miko Ode i Irö Matrinie. Wykonany przez estońskiego rzeźbiarza Elmara Rebane’go w 1980 roku, pomnik został odsłonięty w 1986 roku.